# Tercera Federación - Grupo II 2022-23
La temporada 2022-23 del Grupo II de la Tercera Federación de fútbol comenzó el 11 de septiembre de 2022 y finalizó el 23 de abril de 2023. Posteriormente se disputó la promoción de ascenso entre el 30 de abril y el 21 de mayo en su fase territorial, y para finalizar en su fase nacional entre el 28 de mayo y el 4 de junio. Se trata de la segunda edición tras la restructuración de las categorías no profesionales por parte de la RFEF a causa de la pandemia global causada por el Coronavirus; y es la quinta categoría a nivel nacional.

## Sistema de competición
Participan dieciséis clubes en un único grupo. Se enfrentan todos contra todos en dos ocasiones -una en campo propio y otra en campo contrario- durante un total de 30 jornadas. El orden de los encuentros se decide por sorteo antes de empezar la competición. La Federación de Fútbol del Principado de Asturias es la responsable de designar las fechas de los partidos y los árbitros de cada encuentro, reservando al equipo local la potestad de fijar el horario exacto de cada encuentro.
Una vez finalizada la competición, el primer clasificado asciende directamente a Segunda Federación y se proclama campeón de Tercera Federación.
Los clasificados entre el segundo y el quinto lugar disputan un Play Off territorial en formato de eliminatorias a doble partido de ida y vuelta. En caso de empate el vencedor de la eliminatoria es el equipo mejor clasificado. El equipo vencedor de este Play Off se clasifica a la Promoción de ascenso a Segunda División RFEF que tiene carácter de final interterritorial.
Los tres últimos clasificados descendían directamente a Primera RFFPA; pero en el mes de mayo y una vez finalizada la temporada se anunció el acuerdo de la ampliación de la categoría, pasando de dieciséis a dieciocho equipos en cada uno de los grupos de Tercera Federación. En el mes de junio la RFEF lo confirmó en una circular, anunciando que las dos plazas vacantes deben ser propuestas por las federaciones territoriales y aprobadas por la RFEF, amparándose en los artículos 119 y 217 del Reglamento General en los que se da prioridad a los equipos que hayan ocupado puestos de descenso en esta categoría.

## Ascensos y descensos
| Pos. | Ascendidos a 2.ª Federación |
| ---- | --------------------------- |
| 1º   | Real Oviedo Vetusta         |

| Pos. | Descendidos de 2.ª División RFEF |
| ---- | -------------------------------- |
| 16.º | U. D. Llanera                    |
| 18.º | U. C. Ceares                     |

| Pos.    | Ascendidos de Primera RFFPA |
| ------- | --------------------------- |
| 1º G1   | Avilés Stadium C. F.        |
| 1º G2   | Valdesoto C. F.             |
| Playoff | Condal Club                 |

| Pos. | Descendidos a Primera RFFPA |
| ---- | --------------------------- |
| 13.º | U. D. Gijón Industrial      |
| 14.º | Urraca C. F.                |
| 15.º | E. I. San Martín            |
| 16.º | S. D. Lenense               |
| 17.º | C. D. Roces                 |
| 18.º | Navarro C. F.               |
| 19.º | U. P. Langreo "B"           |
| 20.º | C. D. Mosconia              |

## Equipos

### Listado de equipos
| Club                                   | Fundación | Estadio         | Capacidad | Localidad/Barrio  | Concejo                    |
| -------------------------------------- | --------- | --------------- | --------- | ----------------- | -------------------------- |
| Avilés Stadium Club de Fútbol          | 2015      | Muro de Zaro    | 4.000     | Avilés            | Avilés                     |
| Caudal Deportivo                       | 1918      | Hermanos Antuña | 2.940     | Mieres del Camín  | Mieres                     |
| Unión Club Ceares                      | 1946      | La Cruz         | 1.500     | Ceares            | Gijón                      |
| Club Deportivo Colunga                 | 1934      | Santianes       | 2.000     | Colunga           | Colunga                    |
| Condal Club                            | 1968      | Alejandro Ortea | 2.000     | Noreña            | Noreña                     |
| Club Deportivo Covadonga               | 1979      | Álvarez Rabanal | 500       | Teatinos          | Oviedo                     |
| Club Deportivo Lealtad de Villaviciosa | 1916      | Las Callejas    | 2.000     | Villaviciosa      | Villaviciosa               |
| L'Entregu Club de Fútbol               | 1997      | Nuevo Nalón     | 1.200     | El Entrego        | San Martín del Rey Aurelio |
| Unión Deportiva Llanera                | 1981      | Pepe Quimarán   | 1.000     | Posada de Llanera | Llanera                    |
| Club Deportivo Llanes                  | 1949      | San José        | 1.500     | Llanes            | Llanes                     |
| Luarca Club de Fútbol                  | 1912      | La Veigona      | 1.500     | Luarca            | Valdés                     |
| Club Deportivo Praviano                | 1949      | Santa Catalina  | 2.500     | Pravia            | Pravia                     |
| Real Sporting de Gijón "B"             | 1960      | Mareo           | 3.000     | Mareo             | Gijón                      |
| Real Titánico                          | 1964      | Las Tolvas      | 2.000     | Pola de Laviana   | Laviana                    |
| Club Deportivo Tuilla                  | 1952      | El Candín       | 2.800     | Tuilla            | Langreo                    |
| Valdesoto Club de Fútbol               | 1961      | Villarea        | 1.000     | Valdesoto         | Siero                      |

### Distribución geográfica
16 equipos de la comunidad autónoma del Principado de Asturias 
| Avilés St. Caudal Covadonga Ceares Colunga Condal Llanera Llanes Tuilla L'Entregu Luarca Lealtad Praviano R.Titánico Sporting "B" Valdesoto |

Hay representantes de siete de las ocho comarcas del Principado de Asturias, siendo la de Oviedo con cuatro equipos la mejor representada. Tan solo la Comarca del Narcea no tiene ningún representante.
4 equipos de Oviedo y su comarca:
- Condal Club
- C. D. Covadonga
- U. D. Llanera
- Valdesoto C. F.

3 equipos de la Comarca del Nalón:
- L'Entregu C.F.
- C.D. Tuilla
- Real Titánico

3 equipos de Gijón y su comarca:
- U. C. Ceares
- C. D. Lealtad
- Real Sporting "B"

2 equipos de la Comarca de Avilés:
- Avilés Stadium C. F.
- C. D. Praviano

2 equipos de la Comarca del Oriente de Asturias:
- C. D. Colunga
- C. D. Llanes

1 equipo de la Comarca del Caudal:
- Caudal Deportivo

1 equipo de la Comarca del Eo-Navia
- Luarca C.F.

## Clasificación
| Pos. | Equipo                 | Pts. | PJ | G  | E  | P  | GF | GC | Dif. |                                                                |
| ---- | ---------------------- | ---- | -- | -- | -- | -- | -- | -- | ---- | -------------------------------------------------------------- |
| 1    | C. D. Covadonga (A, C) | 65   | 30 | 19 | 8  | 3  | 53 | 21 | +32  | Ascenso a Segunda Federación y Copa del Rey                    |
| 2    | Real Sporting "B"      | 64   | 30 | 19 | 7  | 4  | 56 | 21 | +35  | Acceso a Promoción de Ascenso a Segunda Federación             |
| 3    | L'Entregu C. F.        | 60   | 30 | 19 | 3  | 8  | 42 | 28 | +14  | Acceso a Promoción de Ascenso a Segunda Federación y Copa RFEF |
| 4    | U. D. Llanera          | 55   | 30 | 17 | 4  | 9  | 49 | 26 | +23  | Acceso a Promoción de Ascenso a Segunda Federación             |
| 5    | C. D. Praviano         | 53   | 30 | 15 | 8  | 7  | 40 | 23 | +17  | Acceso a Promoción de Ascenso a Segunda Federación             |
| 6    | Caudal Deportivo       | 50   | 30 | 14 | 8  | 8  | 41 | 21 | +20  |                                                                |
| 7    | C. D. Lealtad          | 43   | 30 | 11 | 10 | 9  | 31 | 27 | +4   |                                                                |
| 8    | C. D. Llanes           | 40   | 30 | 11 | 7  | 12 | 36 | 40 | −4   |                                                                |
| 9    | Real Titánico          | 36   | 30 | 9  | 9  | 12 | 28 | 44 | −16  |                                                                |
| 10   | C. D. Colunga          | 36   | 30 | 10 | 6  | 14 | 35 | 39 | −4   |                                                                |
| 11   | C. D. Tuilla           | 36   | 30 | 10 | 6  | 14 | 39 | 52 | −13  |                                                                |
| 12   | U. C. Ceares           | 34   | 30 | 9  | 7  | 14 | 35 | 44 | −9   |                                                                |
| 13   | Luarca C. F.           | 30   | 30 | 7  | 9  | 14 | 21 | 32 | −11  |                                                                |
| 14   | Condal Club            | 25   | 30 | 5  | 10 | 15 | 20 | 42 | −22  |                                                                |
| 15   | Avilés Stadium C. F.   | 23   | 30 | 6  | 5  | 19 | 29 | 52 | −23  |                                                                |
| 16   | Valdesoto C. F. (D)    | 14   | 30 | 3  | 5  | 22 | 22 | 61 | −39  | Descenso a Primera RFFPA                                       |

Actualizado a los partidos jugados el 23 de abril de 2023.
 Fuente: Resultados Fútbol

## Resultados
| Local \ Visitante    | AVI | CAU | CEA | COL | CON | COV | ENT | LEA | LLR | LLS | LUA | PRA | SPO | TIT | TUI | VAL |
| -------------------- | --- | --- | --- | --- | --- | --- | --- | --- | --- | --- | --- | --- | --- | --- | --- | --- |
| Avilés Stadium C. F. | —   | 0–0 | 0–1 | 2–1 | 2–0 | 0–2 | 0–1 | 1–1 | 1–1 | 1–0 | 0–3 | 0–2 | 0–3 | 4–0 | 0–3 | 2–1 |
| Caudal Deportivo     | 2–0 | —   | 3–1 | 0–1 | 1–1 | 1–1 | 0–1 | 1–0 | 3–0 | 2–2 | 2–0 | 2–0 | 1–1 | 1–0 | 0–0 | 3–0 |
| U. C. Ceares         | 1–1 | 3–2 | —   | 0–2 | 2–1 | 0–3 | 1–3 | 1–1 | 1–2 | 1–2 | 0–0 | 0–2 | 1–1 | 1–2 | 0–0 | 5–1 |
| C. D. Colunga        | 1–3 | 0–2 | 3–1 | —   | 3–1 | 0–0 | 0–1 | 0–3 | 0–1 | 2–0 | 1–1 | 0–1 | 0–0 | 2–2 | 3–2 | 0–0 |
| Condal Club          | 1–0 | 1–5 | 1–0 | 0–1 | —   | 0–3 | 1–2 | 0–2 | 0–1 | 0–0 | 0–0 | 0–0 | 2–2 | 1–1 | 1–2 | 0–0 |
| C. D. Covadonga      | 2–0 | 1–1 | 3–1 | 1–0 | 4–0 | —   | 0–1 | 2–1 | 2–1 | 0–0 | 1–0 | 2–0 | 1–0 | 3–1 | 1–2 | 1–0 |
| L'Entregu C. F.      | 3–0 | 2–1 | 1–2 | 0–3 | 0–1 | 0–3 | —   | 1–0 | 2–2 | 1–0 | 2–0 | 1–0 | 0–1 | 0–2 | 3–0 | 3–0 |
| C. D. Lealtad        | 1–0 | 0–0 | 0–3 | 2–0 | 1–2 | 1–1 | 2–2 | —   | 1–1 | 1–1 | 1–0 | 0–0 | 1–2 | 1–2 | 1–0 | 2–0 |
| U. D. Llanera        | 6–1 | 1–0 | 4–0 | 3–0 | 0–4 | 3–2 | 2–3 | 1–0 | —   | 3–0 | 1–0 | 0–1 | 0–2 | 2–0 | 8–0 | 0–0 |
| C. D. Llanes         | 2–2 | 2–0 | 0–3 | 1–3 | 2–0 | 1–3 | 1–0 | 3–0 | 1–0 | —   | 2–0 | 2–2 | 1–2 | 2–4 | 0–3 | 5–1 |
| Luarca C. F.         | 3–2 | 0–2 | 0–0 | 1–1 | 0–0 | 1–2 | 0–1 | 0–1 | 0–2 | 1–0 | —   | 1–1 | 0–1 | 1–0 | 3–1 | 3–1 |
| C. D. Praviano       | 2–1 | 1–0 | 1–0 | 1–0 | 1–0 | 2–2 | 0–2 | 2–2 | 0–1 | 0–1 | 1–1 | —   | 4–1 | 3–0 | 1–1 | 3–0 |
| Real Sporting "B"    | 5–1 | 1–0 | 1–1 | 2–1 | 2–0 | 2–2 | 4–0 | 0–1 | 1–0 | 0–1 | 4–0 | 3–0 | —   | 6–0 | 2–1 | 1–0 |
| Real Titánico        | 1–0 | 0–1 | 2–3 | 3–1 | 1–1 | 1–1 | 0–3 | 0–2 | 1–0 | 0–0 | 0–0 | 0–2 | 1–1 | —   | 0–0 | 3–2 |
| C. D. Tuilla         | 1–0 | 0–1 | 1–0 | 3–5 | 3–0 | 1–2 | 2–2 | 1–1 | 0–2 | 3–1 | 1–0 | 4–0 | 1–4 | 0–1 | —   | 3–4 |
| Valdesoto C. F.      | 2–1 | 1–4 | 1–2 | 2–1 | 1–1 | 0–2 | 0–1 | 0–1 | 0–1 | 2–3 | 1–2 | 0–3 | 0–1 | 0–0 | 2–4 | —   |

## Play Off de Ascenso a Segunda Federación
|  | Semifinales                                          | Semifinales                                          | Semifinales                                          | Semifinales                                          | Semifinales                                          |   |    | Final                                                | Final                                                | Final                                                | Final                                                | Final                                                |  |
|  | 30 de abril de 2023 (ida) 7 de mayo de 2023 (vuelta) | 30 de abril de 2023 (ida) 7 de mayo de 2023 (vuelta) | 30 de abril de 2023 (ida) 7 de mayo de 2023 (vuelta) | 30 de abril de 2023 (ida) 7 de mayo de 2023 (vuelta) | 30 de abril de 2023 (ida) 7 de mayo de 2023 (vuelta) |   |    | 14 de mayo de 2023 (ida) 21 de mayo de 2023 (vuelta) | 14 de mayo de 2023 (ida) 21 de mayo de 2023 (vuelta) | 14 de mayo de 2023 (ida) 21 de mayo de 2023 (vuelta) | 14 de mayo de 2023 (ida) 21 de mayo de 2023 (vuelta) | 14 de mayo de 2023 (ida) 21 de mayo de 2023 (vuelta) |  |
|  |                                                      |                                                      |                                                      |                                                      |                                                      |   |    |                                                      |                                                      |                                                      |                                                      |                                                      |  |
|  |                                                      |                                                      |                                                      |                                                      |                                                      |   |    |                                                      |                                                      |                                                      |                                                      |                                                      |  |
|  | 5º                                                   | C. D. Praviano                                       | 1                                                    | 1                                                    | 2                                                    |   |    |                                                      |                                                      |                                                      |                                                      |                                                      |  |
|  | 5º                                                   | C. D. Praviano                                       | 1                                                    | 1                                                    | 2                                                    |   |    |                                                      |                                                      |                                                      |                                                      |                                                      |  |
|  | 2º                                                   | Real Sporting "B"                                    | 1                                                    | 0                                                    | 1                                                    |   |    |                                                      |                                                      |                                                      |                                                      |                                                      |  |
|  | 2º                                                   | Real Sporting "B"                                    | 1                                                    | 0                                                    | 1                                                    |   | 5º | C. D. Praviano                                       | 0                                                    | 0                                                    | 0                                                    |                                                      |  |
|  |                                                      |                                                      |                                                      |                                                      |                                                      |   | 5º | C. D. Praviano                                       | 0                                                    | 0                                                    | 0                                                    |                                                      |  |
|  |                                                      |                                                      | 3º                                                   | L'Entregu C. F.                                      | 0                                                    | 2 | 2  |                                                      |                                                      |                                                      |                                                      |                                                      |  |
|  | 4º                                                   | U. D. Llanera                                        | 3º                                                   | L'Entregu C. F.                                      | 0                                                    | 2 | 2  | 1                                                    | 0                                                    | 1                                                    |                                                      |                                                      |  |
|  | 4º                                                   | U. D. Llanera                                        |                                                      |                                                      |                                                      |   |    | 1                                                    | 0                                                    | 1                                                    |                                                      |                                                      |  |
|  | 3º                                                   | L'Entregu C. F.                                      | 1                                                    | 4                                                    | 5                                                    |   |    |                                                      |                                                      |                                                      |                                                      |                                                      |  |
|  | 3º                                                   | L'Entregu C. F.                                      | 1                                                    | 4                                                    | 5                                                    |   |    |                                                      |                                                      |                                                      |                                                      |                                                      |  |
|  |                                                      |                                                      |                                                      |                                                      |                                                      |   |    |                                                      |                                                      |                                                      |                                                      |                                                      |  |

## Clasificado para la Copa del Rey
| Bandera de Asturias |
| C. D. Covadonga     |
| 1º Puesto           |

Nota: Hay posibilidad de que el subcampeón se clasifique a la Copa del Rey si no es un equipo filial.